# Schillertheater

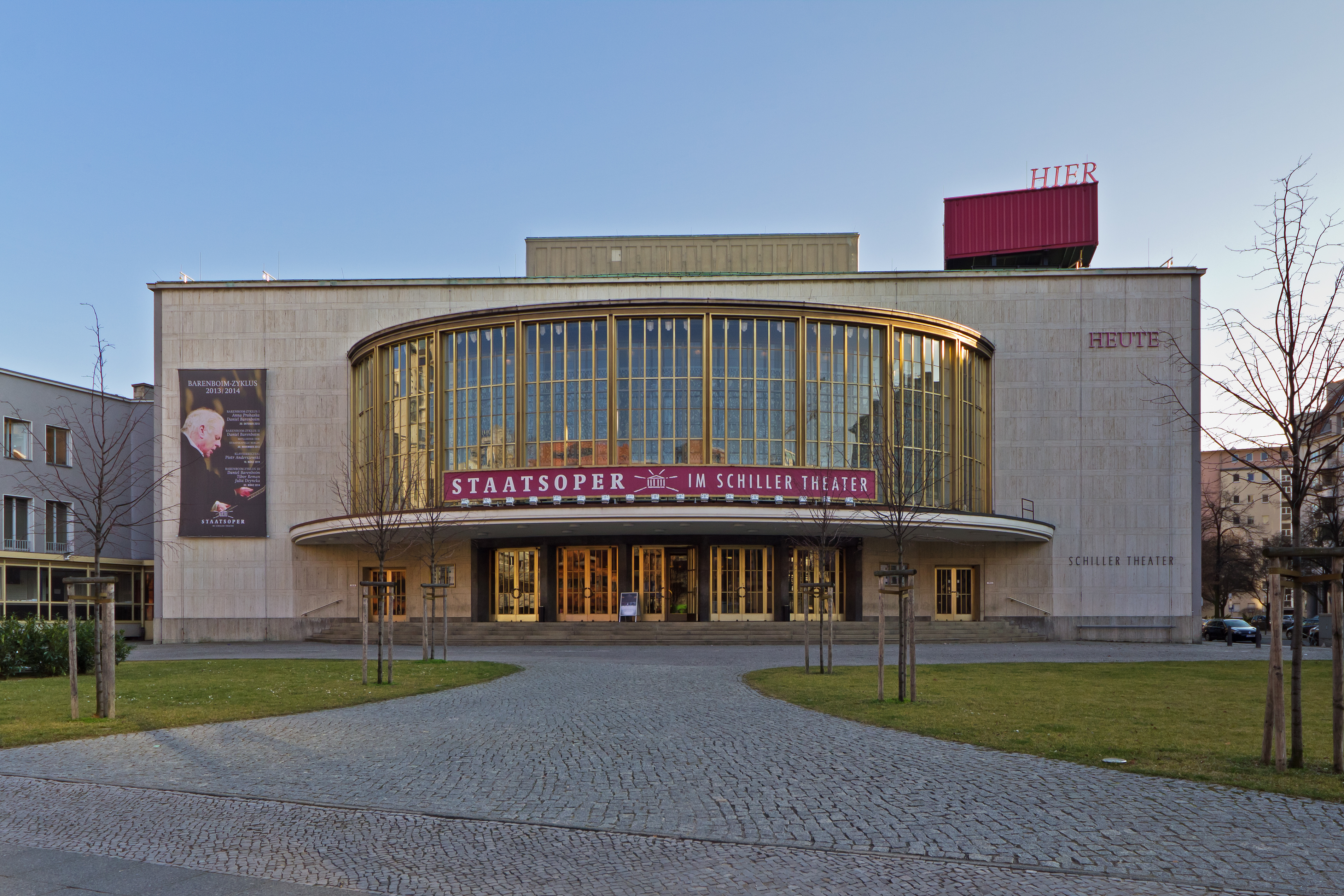
Schillertheater.

O Schillertheater (Teatro Schiller) é um teatro localizado próximo da Ernst-Reuter platz, em Charlottenburg, na região oeste de Berlim.
Foi construido entre 1905-1906 pelo arquiteto de Munique Max Littmann e, a partir de 1920 foi sede da Preußisches Staatstheater Berlin. Em 1943 foi destruido pelos bombardeios aliados. A nova sede foi erguida em 1950-1951 pelo arquiteto Heinz Völker e Rudolf Grosse. Depois de 1951 até 1993 foi sede da Staatliche Schauspielbühnen Berlin. 
Desde setembro de 2010 passou a ser sede da Staatsoper Unter den Linden Ópera Estatal de Berlim, em virtude da reforma na sede da companhia.